# 청송 신성리 공룡발자국 화석산지

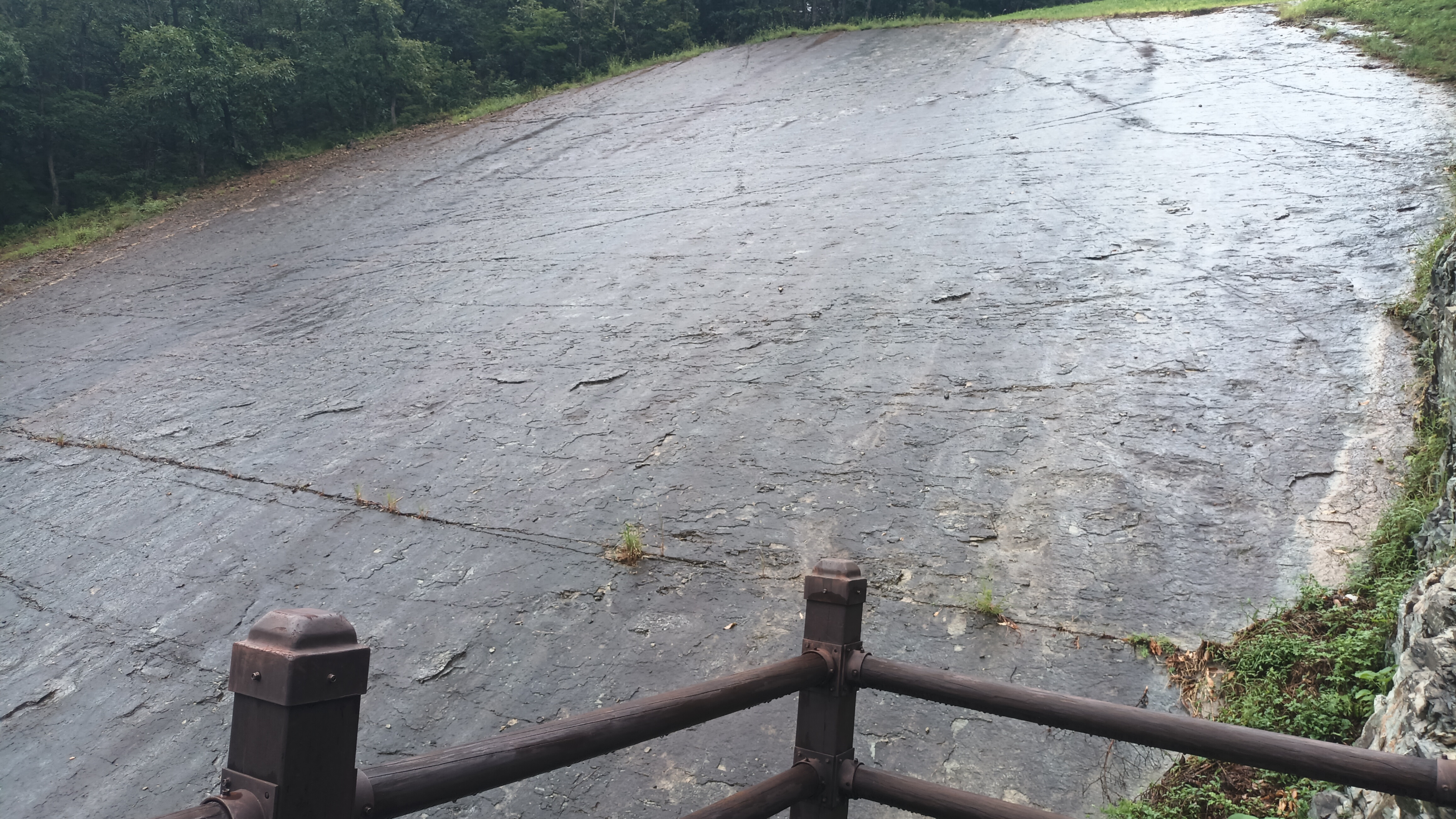

청송 신성리 공룡발자국 화석산지는 대한민국 청송군 안덕면 신성리, 경상 누층군 사곡층에 발달한 공룡 발자국 화석 산지이며 청송 유네스코 세계지질공원의 지질유산이다. 사곡층 상에 발달한 이 화석 산지는 2003년 태풍 매미로 인해 산사태가 발생한 자리에서 발견되었다. 이 지역의 사곡층은 전반적으로 북동 60°의 주향과 남동 33°의 경사를 보이고 사암과 이암, 셰일 등으로 구성되며 공룡 발자국 화석층은 세립사암 내지 실트스톤과 이암이 반복된 퇴적암 지층이다. 지층에는 잔물결에 의해 생성된 연흔 구조와 건조 기후를 지시하는 건열 구조가 부분적으로 관찰된다. 지층에서 확인된 보행렬은 수각류 11개, 용각류 3개, 조각류 5개이다.

## 지질
경상 누층군 사곡층은 경상 분지 의성소분지에 분포하는 경상 누층군 하양층군의 지층으로 청송군 내에서는 안덕면 일대에 소규모 분포한다. 구산동 지질도폭(1976)에 의하면 사곡층은 미사(微砂)질 셰일과 사암으로 구성되며 의성군 옥산면 실업리에서 사곡면 매곡리에 이르는 본 층의 두께는 약 2,000 m이다. 지층명은 사곡면에서 유래한다. 점곡층 위에 놓이며 춘산층 아래에 놓인다. 이 지역에서 암질에 따라 상·중·하부로 세분된다. 두께 700 m인 하부는 사암과 셰일로 구성되며 자색(赭色)층을 함유한다. 두께 700 m인 중부는 셰일과 사암으로 구성되며 (암)회색층이 많이 협재된다. 두께 600 m인 상부는 셰일과 사암으로 구성되나 대부분이 자색(赭色)층이다. 본 층은 대체로 경상 분지 밀양소분지의 함안층과 경상 분지 영양소분지의 도계동층의 중·하부에 대비된다.

## 사진
청송 유네스코 세계지질공원, 신성리 공룡발자국 화석산지
- 방호정로 도로변에 위치한 화석산지 안내판
- 위에서 바라본 모습
북위 36° 19′ 49.9″ 동경 128° 59′ 03.6″ / 북위 36.330528°  동경 128.984333°
- 가운데서 바라본 모습
- 아래서 바라본 모습

## 같이 보기
- 청송지질공원
- 한국의 지질
- 경상 누층군 사곡층